# Mike Kirkland
Mike Kirkland es un político estadounidense que se ha desempeñado como miembro de la Cámara de Representantes de Alabama desde 2022. Ha representado al distrito de la Cámara 23 de Alabama desde las elecciones del 8 de noviembre de 2022.

## Biografía
Kirkland se graduó de la escuela secundaria de Scottsboro. Obtuvo una Licenciatura en Artes de la Universidad Estatal de Athens y una Maestría en Administración de Empresas de la Universidad del Norte de Alabama.  Él y su esposa Pamela son bautistas. Tienen 2 hijos y 3 nietos.  Ha trabajado en una empresa llamada Vulcan Materials durante 30 años. 